# Sân bay La Palma
Sân bay La Palma (IATA: SPC, ICAO: GCLA) là một sân bay ở La Palma trên đảo Canaria. Đơn vị vận hành là Aena, là đơn vị vận hành nhiều sân bay ở Tây Ban Nha. Hai hãng hàng không chính hoạt động ở đây là Binter Canarias vàIslas Airways.

## Các hãng hàng không và các tuyến điểm
- Air Europa (Barcelona) [seasonal]
- Binter Canarias (Las Palmas, Tenerife-North, Tenerife-South, Valverde)
- Condor Airlines (Düsseldorf, Frankurt, München, Stuttgart)
- Iberia Airlines (Madrid)
- Islas Airways (Tenerife-North)
- Jetairfly (Brussels)
- Martinair (Amsterdam) [seasonal]
- Thomsonfly (London-Gatwick, Manchester)
- transavia.com (Amsterdam)